# Odenslätt
Odenslätt är en by i Uppland, sex kilometer nordväst om Tierp. Byn ligger vid länsväg C 600 (gamla E4). I juli 2022 var tio personer (över 16 år) och fyra företag skrivna i byn.
I en rättegång 1914 blev två italienska positivhalare friade från Hammarbymordet, bland annat på grund av alibi de hade från Odenslätt.

## Naturreservat
Strax öster om Odenslätt ligger ett naturreservat med samma namn. Naturreservatet bildades 2022 och är 178 hektar stort. Länsstyrelsen i Uppsala län beskriver det som:
Naturreservatet utgörs av ett större sammanhängande skogsområde. Det kännetecknas av orörd gammal skog på kalkrika marker, vilket bland annat gör det möjligt att hitta många olika orkidéer och spännande marksvampar. Fläcknycklar, brudsporre, knärot, svart taggsvamp och duvspindling är bara några exempel på arter som växer här.